# Mastixis dukinfieldi
Mastixis dukinfieldi là một loài bướm đêm trong họ Noctuidae.